# ホーランド・アンド・ホーランド
ホーランド・アンド・ホーランド (Holland & Holland)は、イギリス・ロンドンに所在する銃器メーカー。1835年に設立された。ハンドメイドでの競技用ライフル、ショットガンを製造・販売している。

## 歴史
ホーランド・アンド・ホーランド社は、1835年にハリス・ホーランド(1806年 - 1896年)によって設立された。
ハリスは1806年にロンドンで生まれた。生い立ちははっきりしていないが、父親はオルガン職人で、ハリス自身はタバコ商人であったとされる。
自身に子がいなかったハリスは、後継者として1861年に甥のヘンリー・ホーランドを弟子に迎え入れた。1867年からヘンリーは共同経営者となり、1876年に社名を現在の「ホーランド・アンド・ホーランド」に変更する。ヘンリーは共同経営者であったものの、重要な決裁はハリスが行い、ハリスが1896年に死去するまで、小切手に署名できたのはハリスだけであった。
当初の製品には製造番号がなく「H.Holland」の刻印のみが彫られた。ハリスがいつから銃器制作に携わったのかははっきりしていないが、1850年代であったと推定される。後に著名な銃器メーカーとなるジェームズ・パーディ、トーマス・ボス、ランカスターなどがジョセフ・マントンに弟子入りし、そのパーディやボスにビーズリー、グラント、アトキンが弟子入りし、ロンドンの銃器メーカーの中でハリスは珍しい存在となった。
1883年にホーランド・アンド・ホーランドは、雑誌「ザ・フィールド」が主催するトライアルに参加し、すべてのライフル部門で優勝した。これにより、イギリスの銃器メーカーは、銃の性能基準の大幅な見直しを迫られる結果となった。1885年には、ショットガンの銃身前部2インチにライフリングを施した「パラドックス・ガン」で特許を取得した。
1908年にはサイドロック式ショットガンに小さなレバーを付け、取り外し可能なロック機能を開発し、特許を取得した。
第二次世界大戦後、マルコム・ライエルの指針の下、インドに進出。インドの王族からコレクションを買い戻している。
1989年、フランスのシャネル社に買収された。
2021年2月にホーランド・アンド・ホーランドは、シャネルからベレッタ・ホールディング・グループに買収された。

## 製品の特徴
ショットガンは水平二連または上下二連式のモデルがあり、精密な彫刻が施され、芸術作品とも言えるラインナップが多い。もともとはイギリス貴族が行うハンティング用に注文されるものであり、バレル、機関部、ストックの細部まで手作りで、注文者の体格に応じたオーダーメイドでの受注生産となる。そのため、価格は総じて高価であり、比較的安価なボルトアクションライフルモデルでも5万ポンド（2022年5月の為替レートで約800万円）、高価な物では、.700 H&H「The 'Royal' Double Rifle」が24万ポンド（同レートで約3,864万円）である。また、注文から納品まで半年～3年を要する。

## 法的規制
日本で猟銃や空気銃を所持するには、銃砲刀剣類所持等取締法の規制を受けるため、購入前に警察署を通じて都道府県公安委員会に所持許可を受けなければならない。この際に、所持目的として狩猟、有害鳥獣駆除または標的射撃に使用する目的でなければならず、コレクションや個人の遺品を受ける目的としては所持許可を受けることができない。また、所持許可を受けた後も3年ごとに更新が必要である。

## 弾薬
ホーランド・アンド・ホーランドは、独自の規格での弾薬を多数製造している。
- .240 Apex弾
- .244 H&Hマグナム弾
- .297/250 Rook弾
- .275 H&Hマグナム弾
- .295 Rook弾
- .300 H&Hマグナム弾
- .375 フランジニトロエキスプレス弾
- .375 H&Hマグナム弾
- .400/375ベルト付ニトロエキスプレス弾
- .400 H&Hマグナム弾
- .500/450ニトロエキスプレス弾
- .465 H&Hマグナム弾
- .500/465ニトロエキスプレス弾
- .600/577 Rewa
- .700ニトロエキスプレス弾